# Marian Straszak

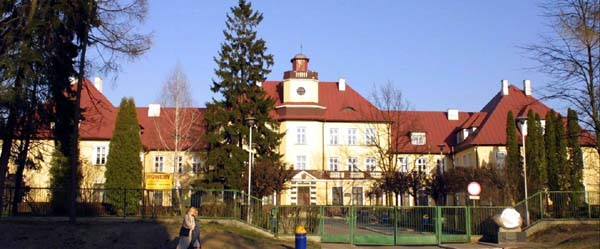
Liceum Ogólnokształcące w Ostrowi Mazowieckiej.

Marian Straszak (ur. 9 kwietnia 1863, zm. 31 lipca 1927) – polski architekt i budowniczy.

## Życiorys
Szkołę średnią ukończył w Warszawie. Uprawnienia inżyniera cywilnego nabył w Petersburgu (1904). Praktykował najpierw w Moskwie a od 1905 r. w Warszawie.
Po opuszczeniu przez Rosjan Warszawy w 1915 r. był kuratorem kilku gmachów publicznych z ramienia Towarzystwa Opieki nad Zabytkami, m.in. Banku Polskiego. W 1919 r. został kierownikiem wydziału budowlanego w Kaliszu. W czasie wojny sowiecko-polskiej pracował w zarządzie budownictwa wojskowego w Modlinie, fortyfikując linie bojowe. Przez krótki czas był zastępcą naczelnego inżyniera rejonu budownictwa w Białymstoku, a od 1921 r. objął stanowisko budowniczego powiatów grójeckiego i rawskiego. Tam zajmował się między innymi remontem uszkodzonego w czasie pierwszej wojny światowej kościoła pw. św. Idziego w Inowłodzu z XII w.
Marian Straszak zaprojektował gmach Liceum Ogólnokształcącego w Ostrowi Mazowieckiej oraz kościół w Łyszkowicach (projekt niewykonany). Zajmował się architekturą przemysłową, pracami nad pawilonem garbarni braci Pfeiffer i Temler w Warszawie, słodownią "Lubicha" w Jędrzejowie, młynami spółki akcyjnej zakładów rolniczo-przemysłowych Ziemi Grójeckiej w Grójcu.